# Antoine de Lastic
Pour les autres membres de la famille, voir Famille de Lastic.
Antoine de Lastic de Sieujac, né en 1709 et mort le 23 décembre 1763, est un prélat français, évêque de Comminges puis nommé sur le siège de Châlons le 13 novembre 1763.

## Biographie
Antoine de Lastic nait au château de Sieuzac dans le diocèse de Saint-Flour. Il est le fils du marquis François de Lastic de Sieujac (1680-?), lieutenant général des armées du roi, et de Marie de La Roche-Aymon. Entré dans les ordres, il devient vicaire général de son oncle maternel l'évêque de Tarbes Charles Antoine de La Roche-Aymon. Prieur d'Allanche, abbé de Saint-Guilhem-le-Désert en 1738,  il est nommé évêque de Comminges le 14 octobre 1739, confirmé le 29 août 1740 et consacré par son oncle le 9 octobre suivant. Il est également conseiller du roi en ses conseils et a été député pour le premier ordre et pour le second. Le 16 novembre 1763, il est désigné comme évêque-comte et pair de Châlons. Il résigne alors son évêché de Comminges le 15 décembre mais il meurt dès le 23 décembre quelques jours avant d'avoir reçu ses bulles de provision qui arrivent le 29 décembre.